# 馬陶拉河

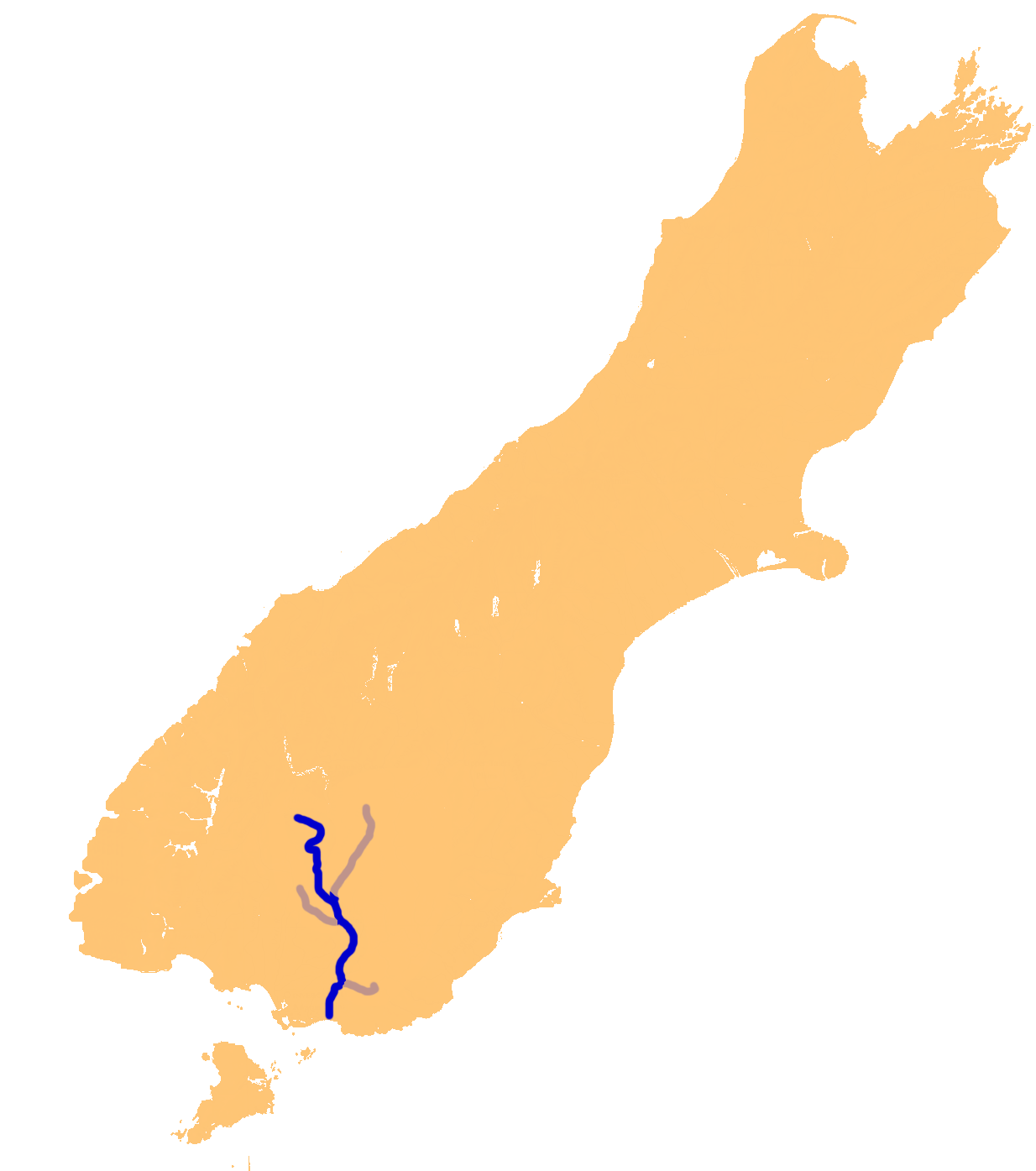
馬陶拉河水系

馬陶拉河（英語：Mataura River）位於新西蘭南島南地大區，長約190（120英里）。
馬陶拉河源頭位於瓦卡蒂普湖以南的Eyre Mountains，先向東南流往高爾鎮（英語：Gore），再向南流經馬陶拉鎮（英語：Mataura）、溫得姆鎮（英語：Wyndham）、福特羅斯鎮（英語：Fortrose），最後在南島南岸托伊托伊斯灣（英語：Toetoes Bay）流入太平洋。馬陶拉河大部份水道都是呈辮狀的。
馬陶拉河以褐鱒知名，是一處熱門的釣魚地點。由於是瀕危動物黑喙鷗（英語：black-billed gull）的繁殖地，馬陶拉河被國際鳥盟定為 重點鳥區。 